# رون ريد
رون ريد (بالإنجليزية: Ron Reed)‏ (و. 1942  م) هو لاعب كرة سلة، ولاعب كرة قاعدة أمريكي، ولد في لا بورت، بدأ مشواره المهني سنة 26 سبتمبر 1966، مركز لعبه هو لاعب هجوم صغير الجسم.

## التعليم
تعلم في LaPorte High School (Indiana) ‏
.

## روابط خارجية
- رون ريد على موقع دوري كرة القاعدة الرئيسي (الإنجليزية)
- رون ريد على موقعبيزبول رفرنس.كوم (الدوري الرئيسي) (الإنجليزية)
- رون ريد على موقعبيزبول رفرنس.كوم (الدوري الثانوي) (الإنجليزية)
- رون ريد على موقع إي إس بي إن.كوم (أم.أل.بي) (الإنجليزية)
- رون ريد على موقع مشجعي الرسوم البيانية (الإنجليزية)
- رون ريد على موقع إن بي أي (الإنجليزية)
- رون ريد على موقع سبورتس رفرنس (الإنجليزية)
- رون ريد على موقع كلية كرة السلة في سبورتس رفرنس.كوم (الإنجليزية)
- رون ريد على موقع ريلجم (الإنجليزية)